# Wolf von Trützschler
Wolf von Trützschler, auch Wolff von Trutzschler u. ä, war ein leitender sächsischer Beamter. Er ist in den Jahren zwischen 1562 und 1565 als Amtmann der Ämter Zwickau im Erzgebirge und Voigtsberg im Vogtland nachweisbar. Später wurde er zum Amtshauptmann ernannt.

## Leben und Wirken
Die Biografie von Wolf von Trützschler wurde noch nicht intensiver erforscht. Er stammte aus dem Adelsgeschlecht von Trützschler und besaß das Schloss Stein an der Zwickauer Mulde. 
1564 nahm er drei Männer im Erzgebirge fest, die hier heimlich anhand eines Walenbüchlein nach Erzgruben suchten.